# Nieuwe Kerk (Amszterdam)
Nieuwe Kerk (holland nyelven: [ˈniu.ə ˈkɛr(ə)k], Új templom) 15. századi templom Hollandiában, Amszterdamban a Dam téren, a Királyi Palota mellett. Korábban a holland református egyházközséghez, ma a hollandiai protestáns egyházhoz tartozik.

## Az épület mai felhasználása
A korábban templomként használt épületben ma már nem tartanak istentiszteleteket, kiállítótérként használják, emellett orgonakoncerteket is tartanak benne. A templomhoz kapcsolódó egyik épületben pedig kávézó működik, amelynek bejárata a templomba vezet (nyitvatartási időben). A bejáraton belül van egy múzeumi bolt, amely képeslapokat, könyveket és ajándéktárgyakat árul, amelyeknek köze van a templomhoz és a kiállításokhoz.
A templomot a holland királyi beiktatási szertartásokhoz is használják (a holland alkotmány 32. cikke szerint), legutóbb Vilmos Sándor holland király 2013-as beiktatásához, valamint királyi esküvőkhöz, például legutóbb Vilmos Sándor és Máxima holland királyné esküvőjéhez 2002-ben, továbbá Wilhelmina, Julianna és Beatrix királynők beiktatására is itt került sor.

## Története
Miután a régi templom (Oude Kerk) túl kicsi lett a város növekvő lakossága számára, az utrechti püspök engedélyt adott egy második plébániatemplom, a Új templom  (Nieuwe Kerk) építésére. Az építkezés 1380-ban kezdődött és 1408-ban fejeződött be. Ezt az új templomot 1409-ben szentelték fel Szent Mária és Szent Katalin tiszteletére, és az első istentiszteleteket 1410-ben tartották itt.
A templomot az 1421-es és 1452-es városi tűzvészben megrongálódott, 1645-ben pedig szinte teljesen leégett, majd gótikus stílusban újjáépítették. Az épület 1578-ban holland református templom lett. 1892-1914 között jelentős felújításon esett át, amelynek során számos neogótikus részletet adtak hozzá, majd 1959-80-ban ismét felújították. A második felújítás költségesnek bizonyult a holland református egyház számára, és arra kényszerült, hogy a fenntartási költségek megtakarítása érdekében a templomot legtöbbször zárva tartsa. A templom nyitva tartása érdekében a tulajdonjog 1979-ben egy újonnan létrehozott kulturális alapítványra, a Nationale Stichting De Nieuwe Kerkre szállt át.

## Nevezetes temetkezések
A Nieuwe Kerk holland tengerészhősök temetkezési helye, itt van a végső nyughelye többek között Michiel de Ruyter admirálisnak, valamint a római katolikus, Joost van den Vondel költő és drámaíró is a templomban van eltemetve.

## Festett üvegablakok
A templomban számos ólomüveg ablak található, köztük számos emlékablak: A koronázási ablak (Mengelberg, 1898) a déli kereszthajóban, a Wilhelmina királynő uralkodásának 40. évfordulója alkalmából készült emlékablakok (Van Konijnenburg / Nicolas, 1938) az északi kereszthajóban, a Toon Verhoef által készített felszabadítási ablak (1995) a déli mellékhajóban és a Marc Mulders által készített "Üvegkert" (2005) az északi mellékhajóban, amelyet a királynő uralkodásának ezüst jubileuma alkalmából helyeztek el.

## Fordítás
- Ez a szócikk részben vagy egészben  a   Nieuwe Kerk, Amsterdam című angol Wikipédia-szócikk fordításán alapul.  Az eredeti cikk szerkesztőit annak laptörténete sorolja fel. Ez a jelzés csupán a megfogalmazás eredetét és a szerzői jogokat jelzi, nem szolgál a cikkben szereplő információk forrásmegjelöléseként.